# Mbinga Mhalule
Mbinga Mhalule ist ein Verwaltungsbezirk (Ward) des Distrikts Songea in der tansanischen Region Ruvuma.

## Geografie
Mbinga Mhalule liegt im Südwesten von Tansania etwa 35 Kilometer westlich der Regionshauptstadt Songea. Der Bezirk grenzt im Norden an Liganga und Litisha, im Nordosten an Lilambo, im Osten an Litapwasi, im Südosten an Mpitimbi, im Süden an Kizuka und im Westen an Magagura. Bei der Volkszählung 2022 lebten 15.073 Menschen in 3635 Haushalten auf einer Fläche von 252 Quadratkilometern.

## Gliederung
Der Bezirk besteht aus vier Gemeinden (Mtaa) mit 27 Orten (Kitongoji):
| Mbinga Mhalule - Mhalule Kati - Karoleni A - Karoleni B - Mzuzu - Masiyatunda - Mkwela - Kilosa | Nakahegwa - Matokeo - Litenga - Muungano - Ngomeni - Misri - Kasama - Nakahegwa Mtoni | Matomondo - Towatowa - Nakawale A - Nakawale B - Kilosa - Matombondo - Mbinga Road | Lipokera - Lipokera Kati - Ruvuma - Msena - Litenga - Miembeni - Rudia - Msicheke |

## Infrastruktur
- Bildung: Die Mhalule Secondary School ist eine staatliche weiterführende Schule mit einer Ausbildung bis zur 4. Stufe.[8]
- Gesundheit: In der Gemeinde Nakahegwa liegt eine staatliche Apotheke.[9] Die beiden Apotheken in Mbinga Mhalule[10] und Matomondo[11] werden von der katholischen Kirche geführt.
- Verkehr: Durch den Bezirk verläuft die asphaltierte Nationalstraße T12, die nach Westen zum Malawisee und nach Osten nach Songea und weiter nach Mtwara führt.[12]